# Vladimir Kokol
Vladimir Kokol (Maribor, 3 gennaio 1972) è un ex calciatore sloveno, di ruolo centrocampista.